# بول هاريس
بول بيرسي هاريس  (بالإنجليزية: Paul P. Harris)‏ (19 أبريل 1868 ، 27 يناير 1947) محامي يعتبر مؤسس منظمة روتاري العالمية عام 1905 في شيكاغو، إلينوي، وهي منظمة خدمية اجتماعية غير ربحية في العالم تضم أكثر من مليون عضو حول العالم، الذي جاء أسمها من «التناوب»
(In Rotation) تلك العبارة التي صاحبة الأجتماعات الأولى لأعضاء النادي الذي كانوا يعقدونها في مكاتبهم بشكل متناوب، ولا زالت تدور المنصب الرئاسي بين الأعضاء بالتناوب 
.

## طفولته في ولاية فيرمونت
- ولد بول بيرسي لجورج وكارولينا هاريس 19 أبريل 1868 في راسين، ويسكونسن، الولايات المتحدة الأمريكية، سعى جورج هاريس لأعالة أسرته كمالك شركة صغيرة، لكنه يعتمد في الغالب على والده للحصول على مساعدات مالية، لدرجة أنه أرسال بول وسيسيل الأخ الأكبر له للعيش مع جدهم هاريس الأب ذلك في يوليو 1871 في الينجفورد، فيرمونت.
- نشأ وتربى بول لدى جديه على القيم العائلية التي تميز نيوانجلند، ولم يكون يستطع رؤية والديه إلا في مناسبات قليلة، ولم يعد بول إلى منزل صباه إلا في عام 1928 احتفال بليلة تأسيس نادي روتاري في الينجفورد وأعلن قائلاً

“هناك الكثير في نادي الروتاري اليوم يمكنهم العودة مرة أخرى إلى طاولة الأسرة القديمة في نيو إنجلاند” 
- أرتاد بول المدرسة الابتدائية في الينجفورد والمدرسة الثانوية في روتلاند، حيث لعب ومزح هناك في كثير من الأحيان وتغيب عن الصفوف كما أرتاد أكاديمية بلاك ريفر وهي الأكاديمية التاريخي على شارع الرئيسي في قرية لودلو في ولاية فيرمونت ولكنه طرد منها بعد أسابيع قليلة فقط، بعد ذلك أرتاد أكاديمية فيرمونت العسكرية، التحق هاريس في جامعة فيرمونت في برلنغتون وفي ديسمبر 1886، تم طرده وثلاثة آخرين عن سلوكهم بوصفهم أعضاء في جماعات سرية، قضى هاريس في فصل الربيع مع المعلم الخاص وكان جده يدفع له أجره، وفي خريف عام 1887، بدأ دراسته في جامعة برنستون من جديد، ألا أنه قضى وقت قصيراً فيها بسبب وفاة جده في مارس 1888. وعلى الرغم من إنهاءه فصله الدراسي هاريس لم يعود للعام الدراسي التالي.[3]

## حياته العملية

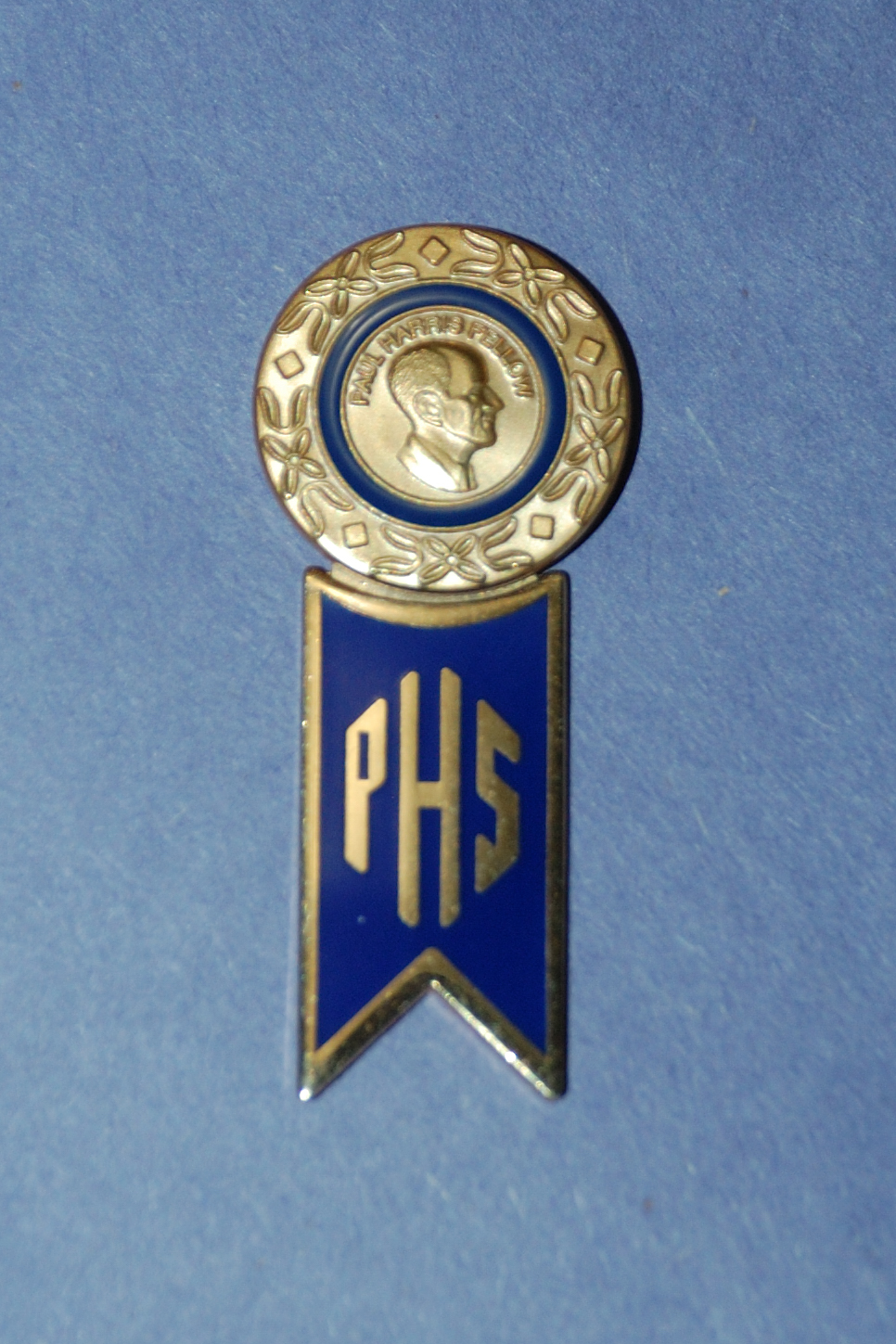
دبوس زمالة بول هاريس المجتمع

بعد أن توفي جده قضي سنة يعمل لحاساب شركة رخام شيلودن في روتلاند الغربية، شجعته جدته لعمل بجداً ليعيش بشرف، ثم أمضى نحو سنة يعمل في مكتب محاماة سانت حون، وزنيند وستفينسون في دي موين بولاية ايوا، بعد تدريبه على المحاماة ألتحق هاريس لجامعة ايوا وتخرج منها في شهر يونيو عام 1981 بدرجة بكالوريوس في القانون، بالرغم من ولدته في راسين وعاشه في ولاية فيرمونت لكنه قضى حياته وصنع اسمه في حي بيفرلي هيلز في شيكاغو، وقال انه حضر جامعة برنستون، جامعة فيرمونت، وجامعة ولاية ايوا، على مدى السنوات الخمس المقبلة، وكان يعمل وظائف غريبة لصحيفة كبائع ومراسل، في مزارع الفاكهة، كعنصر فاعل ورعاة البقر، والماشية على السفن التي سافرت إلى أوروبا
بدأ ممارسة المحاماة في عام 1896 بمدينة شيكاغو هاريس نظم نادي الروتاري في «الزمالة والصداقة» مع ثلاثة عملاء سلفستر شيل، غوستافوس لوهر، هنري روجلز، بعد فترة من وفاته في 79 من عمره، نمى النادي وأصبح يضم أكثر من 200.000 عضو متوزعة في 75 بلداً، النادي مكرس «خدمة المصير».
تكريماً بول هاريس، تقوم نوادي الروتاري الفردية بأختيار عضو (زميل بول هاريس) الذي يستوفي معايير عالية المهنية والشخصية التي وضعها المؤسس، ليشرف على حفل عشاء لجمع التبرعات، ويحصل على شهادة خاصة، دبوس من الذهب، وميدالية ذهبية على الشريط الأزرق والذهبي.

## حياته الشخصية
بول هاريس تزوج من جان طومسون التي ولدت في مدينة أدنبرة، اسكتلندا حتى عام 1910 ضل الزوجين بلا أطفال حتى توفي بول، في عام 1963 توفيت جان ودفنت في مسقط رأسها مدينة أدنبرة.

## وصلات خارجية
- بول هاريس على موقع الموسوعة البريطانية (الإنجليزية)

حياة بول هارسي